# Phanoperla maindroni
Phanoperla maindroni är en bäcksländeart som först beskrevs av Luisa Eugenia Navas 1926.  Phanoperla maindroni ingår i släktet Phanoperla och familjen jättebäcksländor. Inga underarter finns listade i Catalogue of Life.